# Euproctidion pallida
Euproctidion pallida är en fjärilsart som beskrevs av Holland 1893. Euproctidion pallida ingår i släktet Euproctidion och familjen tofsspinnare. Inga underarter finns listade i Catalogue of Life.